# Misečna kronika
Misečna kronika su bile novine na hrvatskom jeziku koje su izlazile u Subotici.
Počele su izlaziti 15. kolovoza 1872. godine. Pokrenuo ih je jedan od nositelja hrvatskog narodnog preporoda u Bačkoj, Kalor Milodanović. Prestale su izlaziti iste godine.
U impresumu je stajalo da je Misečna kronika novina s "političkim, ozbiljnim i šaljivim sadržajem". 
Tekstovi su bili pisani na ikavskom narječju hrvatskog jezika. 
Urednik nije bio naveden u impresumu, no nije bilo tajnom da im je urednikom bio Kalor Milodanović. 